# ジェイムズ・ヤッフェ
ジェイムズ・ヤッフェ（英: James Yaffe、1927年3月31日 - 2017年6月4日）は、アメリカ合衆国の推理作家。安楽椅子探偵として知られる「ブロンクスのママ」のシリーズを執筆した。邦訳が出版された際に早川書房はジェイムズ・ヤッフェだが、創元推理文庫はジェームズ・ヤッフェ表記になっている。

## 経歴
1927年、イリノイ州シカゴに生まれる。
1943年に短編「不可能犯罪課(D. I. C.:Department of Impossible Crimes)」を『エラリー・クイーンズ・ミステリ・マガジン (EQMM)』に投稿し、同年7月号に掲載されたことで、推理小説家としてデビューする。15歳のときである。その後、不可能犯罪課シリーズとして1943年に2作、1945年に2作、1946年に1作の計6作（いずれも短編）を発表した。
1948年にイェール大学を卒業した。
1952年、「ブロンクスのママ」が登場する短編「ママは何でも知っている」を発表。以後、ブロンクスのママが登場する短編8作品を執筆した。
1956年にはEQMMの短編コンテストで「家族の一人」が2位に選出された。
1968年から1981年までコロラド大学で英語の教授を勤めた。
1988年に長編『ママ、手紙を書く』を上梓し、推理小説家として復活する。以降、シリーズとして長編4作品を発表した。

## 作品
- ジェイムズ・ヤッフェ『不可能犯罪課の事件簿』論創社、2010年。ISBN 9784846010492。
  - The Case Book of Department of Impossible Crimes

  1. 「不可能犯罪課」 D.I.C. (Department of Impossible Crimes)(The Body in the Elevator) （初出EQMM 1943年7月号）
  2. 「キロシブ氏の遺骨」 Mr. Kiroshibu's Ashes （初出EQMM 1944年3月号）
  3. 「七口目の水」 The Seventh Drink （初出EQMM 1944年9月号）
  4. 「袋小路」 Cul de Sac （初出EQMM 1945年3月号）
  5. 「皇帝のキノコの秘密」 The Problem of the Emperor's Mushrooms （初出EQMM 1945年9月号）
  6. 「喜歌劇殺人事件」 The Comic Opera Murders （初出EQMM 1946年2月号）
  7. 「間一髪」 On the Brink （初出EQMM 1953年8月号）
  8. 「家族の一人」 One of the Family （初出EQMM 1956年5月号）
  9. 「ママ、女王に会う」 エラリー・クイーン
  10. 解説 飯城勇三

### ママ・シリーズ
探偵役はママ（英語: Mom）であり、本名は作中では明かされない。ママは52歳。ユダヤ系アメリカ人としてニューヨーク市ロウアー・イースト・サイドの貧民街で育ち、18歳の時にユダヤ系アメリカ人の男性と結婚し（後に死別）、ブロンクス区に引っ越す。一人息子のデイヴィッド（デイヴ）は大学卒業後、ニューヨーク市警察殺人課に刑事として勤務している。デイヴは毎週金曜の夜に妻のシャーリーとブロンクスに住む母の家を訪れ、夕食を共にしている。デイヴは自分が担当する難事件について話すのだが、ママが鮮やかな推理を披露し、事件を解決する。ブロンクス在住であることから「ブロンクスのママ」とファンの間から呼ばれている。
『ママ、手紙を書く』からのシリーズでは、シャーリーと死別し、刑事を辞めたデイヴはロッキー山脈の麓にあるメサグランデ市（架空の都市）で公選弁護人事務所の主任捜査官を勤めている。このため、「メサグランデのママ」シリーズと呼ばれることもある。
- ジェイムズ・ヤッフェ『ママは何でも知っている』ハヤカワ・ミステリ文庫、2015年。ISBN 978-4151811517。
  1. 「ママは何でも知っている(Mom Knows Best)」
  2. 「ママは賭ける(Mom Makes a Bet)」
  3. 「ママの春(Mom in the Spring)」
  4. 「ママが泣いた(Mom Sheds a Tear)」
  5. 「ママは祈る(Mom Makes a Wish)」
  6. 「ママ、アリアを唱う(Mom Sings an Aria)」
  7. 「ママと呪いのミンク・コート(Mom and the Haunted Mink)」
  8. 「ママは憶えている(Mom Remembers)」
  9. 解説 法月綸太郎
- ジェームズ・ヤッフェ『ママ、手紙を書く』東京創元社、1997年（原著1988年）。ISBN 978-4-488-10315-6。 A Nice Murder for Mom
- ジェームズ・ヤッフェ『ママのクリスマス』東京創元社、1997年（原著1990年）。ISBN 978-4-488-10316-3。 Mom Meets Her Maker
- ジェームズ・ヤッフェ『ママは眠りを殺す』東京創元社、1997年（原著1991年）。ISBN 978-4-488-10317-0。 Mom Doth Murder Sleep
- ジェームズ・ヤッフェ『ママ、嘘を見抜く』東京創元社、2010年（原著1992年）。ISBN 978-4-488-10318-7。 Mom Among The Liars